# ルイーズ・デスパルベス・ド・リュサン

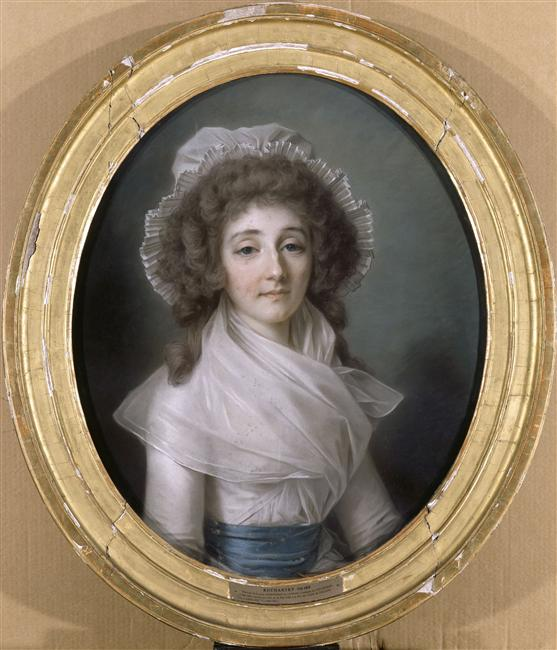
ポラストロン伯爵夫人、アレクサンドル・クシャルスキ画

マリー・ルイーズ・デスパルベス・ド・リュサン（Marie Louise d’Esparbès de Lussan, comtesse de Polastron, 1764年10月19日 バルディグ - 1804年3月27日 ロンドン）は、ブルボン朝末期フランスの貴族女性、宮廷女官。ポラストロン子爵夫人、のち伯爵夫人。ルイ16世の末弟アルトワ伯爵の愛妾。宮廷では「ビシェット（bichette）」の通称で知られた。

## 生涯
アルマニャック地方の旧家デスパルベス・ド・リュサン家の末裔ルイ・フランソワ・デスパルベス・ド・リュサンと、富裕な徴税請負人の娘マリー・カトリーヌ・ジュリー・ルージョ（1746年 - 1764年）の間の一人娘。生後間もなく母を亡くし、貴族の女子の入るパンテモン修道院の寄宿学校で育った。
1780年6月5日、17歳のときに、王妃マリー・アントワネットの寵臣ポリニャック公爵夫人の異母弟ドニ・ド・ポラストロン子爵と結婚。彼女はその可憐な美しさから「雌の小鹿」を意味する「ビシェット（bichette）」の愛称で呼ばれ、ポリニャック夫人の長女アグラエ（通称「ギシェット」）と共に王妃の新しいお気に入りとなった。1782年、ディロン夫人の死に伴い空席となった王妃付き女官に任じられた。
夫はポリニャック一族の恩恵に与り、伯爵に昇格した。夫婦の間には一人息子ルイ・ド・ポラストロン（1785年 - 1804年）が生まれたが、若くして他界している。
王弟アルトワ伯との愛人関係は1785年に始まり、生涯にわたって続いた。ビシェットは「心優しく内気な女性」と評されていた。アルトワ伯は常に彼女を側におき、彼女を自分の「お気に入り」と公言して憚らなかった。フランス革命勃発直後、アルトワ伯と共に国外に脱出、1791年よりドイツのコブレンツに落ち着いた。この地に設けられたエミグレ亡命宮廷において、ビシェットは他の王族の妾たち、プロヴァンス伯の妾バルビ伯爵夫人及びコンデ公の妾モナコ公妃とともに女主人役を務め、「エミグレの女王たち」と並び称された。
1792年、アルトワ伯が英国に逃亡する際も随行し、エディンバラのホリールード宮殿で共に暮らした。プロヴァンス伯の亡命宮廷がワルシャワに置かれていた時期、亡命宮廷をより安全なエディンバラに移す案も話し合われたが、アルトワ伯の義理の娘のアングレーム公爵夫人が舅の妾であるビシェットと同居することを断固拒否したため、実現しなかった。
1804年、ビシェットは結核で死去した。アルトワ伯は彼女を非常に深く愛していたため、貞潔の誓いを立て、以後女性に一切近づくことはなかった。アルトワ伯はビシェットとの死別後急速に信心深くなり、フランスにおけるウルトラモンタニズムの運動を熱烈に支持するようになった。